# Utry Attila
Utry Attila Jenő (írói álneve: Jevgenij Utry; Miskolc, 1949) író, népművelő, főiskolai docens.

## Pályafutása
Főiskolát Nyíregyházán (BGYTK) végzett, egyetemi diplomát Budapesten (ELTE)szerzett. Tudományos fokozata dr.univ., a kommunikációtudomány doktora a Teljes Emberi Kultúra Nemzetközi Akadémiáján (A.I.C.H. Bordeaux, Stockholm). Dolgozott gyárban, műszerészként, szerelési bemérőként, lapkiadónál előadóként, mozivállalatnál osztályvezetőként, művelődési központban igazgatóként, egyetemen másodállású adjunktusként, főiskolán teljes munkaidős docensként.
A Kelet Irodalmi Alkotócsoport egyik alapítója, vezetője (1973–2013), valamint a Kelet Antológiák (8 kötet) és a Kelet Könyvek (19 könyv) sorozatszerkesztője. Tíz önálló kötet szerzője (1987-től napjainkig), különböző folyóiratokban, antológiákban publikált verseket, elbeszéléseket, tudományos cikkeket, tanulmányokat, esszéket, de írt, szerkesztett egyetemi, főiskolai jegyzeteket is. 
Versei először, 1973-tól a Vigíliában jelentek meg (Rónay György és Hegyi Béla szerkesztése idején). Publikált még verseket antológiákban, két önálló kötetében és néhány helyi és országos irodalmi orgánumban. Legutóbb a Búvópatakban és Vihula Mihajlo zeneszerzőnek, aki megzenésítette verseit: Kard-ének Szent István királyhoz címmel kórusművet, Lapozgató címmel pedig modern zenei művet is komponált szövegeire. Nagy siker volt a kisvárdai Művészetek Házában bemutatott Karácsonyi Koncert 2017! Vihula Mihajló nagy-zenekarra  írt műve Utry Attila versére: Népek temploma nagyvilág címmel. Előadták a MÁV Szimfonikusok (Bp.) a Kisvárdai Fesztiválkórus, és Gyermekkar, vezényelt Faragó Sándor. Regős Zsolt kórusművet komponált Utry Attila: Eucharisztia himnusz című verséből. 2017, Miskolc. Vihula-Utry: Káin bélyege. opera két felvonásban
Kitüntetései: Szabó Lőrinc-díj, (Miskolc város), A Magyar Kultúra Lovagja (Falvak Kultúrájáért Alapítvány), Közösségi Kultúrért plakett (TEMI) és Népművelésért Díj, Miniszteri Dicséret (MKM).

## Publikációi

### Könyvek
1. Kő a nyelv alatt (versek) – Miskolc, Diósgyőri Vasas Művelődési és Oktatási Központ, 1987. – 52 o. /Kelet Könyvek 2. sz./
2. A megtűrt Kelet (szociográfia a Kelet alkotócsoportról, pályakezdésről, műhelyekről) – Miskolc, B.A.Z. Megyei Közművelődési Módszertani Központ, 1990, – 86 o.
3. Kommunikáció és kultúra. – Miskolci Bölcsész Egyesület, 1996 – 70 o. /Bölcsész Könyvek 9. sz./
4. Kommunikáció-, Szociálpszichológia-Kultúra. Miskolc: Rónai Művelődési Központ 1999. 112 o.
5. A kulturális menedzser tankönyve. – Miskolc: Rónai Művelődési központ, 2001. – 304 o. (társszerző, szerkesztő)
6. A Rónai Művelődési Központ 50 éve. – Miskolc: Rónai Művelődési Központ, 2001. – 63 o. (társszerző)
7. A kulturális menedzser tankönyve 2. Segédkönyv a kulturális menedzsment tanulmányozásához. – MISKOLC: Rónai Művelődés Központ, 2002. – 224 o. (társszerző, szerkesztő)
8. Kommunikáció és társadalomlélektan (jegyzet). – Miskolc: MBE Nagy Lajos Király Magánegyeteme, 2003. – 41 o.
9. Szellemökológia (előadások 1998-2002). –Mikszáth Kiadó, Budapest 2004. (Tudás – Kultúra –Társadalom sorozat) – 120 o.
10. Kultúra- és kommunikációelméleti jegyzet és szöveggyűjtemény. Eötvös József Főiskola Kiadója, Baja 2006. – 170 o. B/5 formátum.
11. Az emberi szellem ökológiája. Bíbor Kiadó, Miskolc. 2009. –138 o.
12. A nagy elszakadás (versek, prózák, előadások) Hungarovox Kiadó, Budapest, 2011. – 127 o.
13. Ragozinka igaz története (a kultúra regénye), Bíbor Kiadó, Miskolc, 2013. –174. o.
14. Példázatok, Beszédek, Versek. Bíbor Kiadó, Miskolc 2017. – 169 o.
15. SZÓSZÓRÓ esszék, novellák új versek, Fekete Sas Kiadó
16. Kelet Fényei - Utry 70 Antológia. Bíbor Kiadó, Miskolc, 2019 – 180 o.
17. Nevében a sorsa szépprózák, Káin bélyege opera forgatókönyv. ProArt Kiadó Miskolc, 2023. 130.o.
18. Ragozinka igaz története III. kisregény. Kráter Kiadó, 2024. 156. o.
19. Arapovivs, Németh, Utry: Közművelődési munkatárs. OH bejegyzett tankönyv

### Tanulmányok, cikkek
1. Magyar bizánci emlékek. =Vigília, 1978/október, 685-688. o.
2. A tömeges videó felhasználás alternatív lehetőségei. In: Film és videó. – Bp.: MOKÉP, 1985, 38-47. o.
3. A film helye, szerepe és jelentősége művelődési életünkben. = Borsodi Művelődés, 1985/3, 79-84. o.
4. Chyzer Kornél élete és munkássága (1836-1909). = Borsodi Orvosi Szemle, 1989/1, 100-105. p.
5. Gondolatok a művelődésökológiáról. = Hírlánc, 1990/11, 28-37. o.
6. A kommunikációelmélet rövid vázlata. = Időjelek, 1992/1, 72-84. o.
7. A kulturális újjászületés, másság tisztelete. In: Szárszó ’93 antológia. – Bp.: Püski Kiadó, 1993, 690-695. o.
8. Multikulturalitás és tolerancia. = Új Holnap, 1997/január, 55-61. o.
9. Nemzeti kultúra és/vagy multikultúra. = Új Holnap, 1998/január, 163-171. o.
10. Még egyszer a kulturális menedzserképzésről. = Közművelődési Tájékoztató, 1999/1-2, 61-74. o.
11. Bizánci emlékek Miskolcon. In: Közművelődés és felnőttképzés. Tanulmányok Maróti Andor 75. Születésnapjára. – Bp.: Élethosszig Tartó Művelődésért Alapítvány, 2002. – 249-251. p.
12. Mosdóvízzel kiöntött gyerekek. A nem állami fenntartású közművelődési intézményekről. = Új Holnap, 2002/tavasz, 122-126. p.
13. Magyarság és ortodoxia. Ezer esztendő (recenzió). = Ősi Gyökér, 2003/2, 68-72 o.
14. Felnőttoktatási és –képzési lexikon. – Magyar Pedagógiai Társaság, Budapest 2003. – 418 o. (szócikk-szerző)
15. SZÍN folyóirat Magyar Művelődési Intézet, Budapest, 2011. több szócikk.
16. Életminőség és kultúra.  in. Magyar Kultúra lovagrendje, Aranyosapáti 2015. in. Példázatok, Beszédek – 141-153 o.
17. Európa, Hungária esszé (Kortárs folyóirat esszépályázata 2017) Megjelent a Kortárs folyóirat 2018 márciusi számában.
18. A jó vers (esszé-levél). Napút online "asztalfiók" kategóriában kiválasztott mű. 2018. nov.
19. Horváth Veronika: Minden átjárható (versek). "kritika" kategóriában kiválasztott mű. Napút. 2018. nov.
20. Hegyi Béla: Zárójelentés a kor falára, recenzió. Kortárs, 2019/07-08
21. A Szent Kereszt ökumenizmusa és a képtisztelet. Kortárs 2020. 7-8 sz.
22. Közműveltség és szellemökológia. Kortárs 2021. 7-8. sz.
23. Világvallások és az eucharisztikus Krisztus. Valóság cikkíró verseny III. díj. megjelent a Valóság 2021/9. sz. 32-41. o.
24. Cultura agri, animi, humani és a kreatív kisebbségek. Valóság 2021/12. sz., 1-6. o.
25. Európa, nomen est ómen, esszé. Valóság 2022. május, 1-6. o.
26. KÁIN BÉLYEGE, ÉNOCH PRÓFÉCIÁI opera librettó. 2022. Premier Veszprém Agora: 2022.05.29. 16 o.
27. Irodalmi Jelen publikációk. Pilátusról, Kelet Írócsoportról 2023-tól

### Szerkesztés
1. Kelet  antológia. – Miskolc: Művészeti és Propaganda Iroda, 1975
2. És mégsem elégia. – BAZ Megyei Tanács- Vasas Művelődési Központ, Miskolc, 1979
3. Nyílt levél. – Megyei Tanács – Vasas Műv. Közp., Miskolc:1983
4. Kelet könyvek sorozat, ISSN 0238-1974, 1986-2003 (1-18. pld.)
5. Negyedik üzenet. Miskolc: Felsőmagyarország Kiadó, 1993
6. Provincia irodalmi melléklete, Déli Hírlap, Miskolc, 1994-1996
7. Kettétört fél század. – Miskolc: Rónai Művelődési Központ, 1998
8. Általános és tömegkommunikáció-elméleti szöveggyűjtemény. – Miskolc: Miskolci Egyetem KVAT, 1998
9. Kommunikációelméleti szöveggyűjtemény. – Miskolc: TIT, 1999
10. A kulturális menedzser tankönyve 1-2. – Miskolc: Rónai Művelődési Központ, 2001-2002
11. A kulturális menedzserképzés programja – Miskolc Rónai Művelődési Központ, 2005
12. Nem hivatásos művészeti csoportok vezetői. Szakirányú Továbbképzés akkreditációs anyaga.. Eötvös József Főiskola, Baja. 2006
13. Hegyi Béla: Háromból kettő, elbeszélések, novellák mesék
14. Bizánci mozaikrakó, fontos írások, beszédek 1976-2024 kézirat 174 A/4 o.